# Shamil Borchashvili
Shamil Borchashvili (* 9. Juni 1995 in Tschetschenien, Russland) ist ein österreichischer Judoka tschetschenischer Herkunft. Er trägt den Shodan. Shamil Borchashvili ist als Korporal Heeressportler beim österreichischen Bundesheer.

## Laufbahn
Borchashvili kam im Alter von neun Jahren aus Tschetschenien nach Österreich und wurde 2017 eingebürgert.
Borchashvili startet in der Gewichtsklasse bis 81 Kilogramm. Er war österreichischer Staatsmeister 2020, nachdem er im Jahr zuvor mit der österreichischen Mannschaft bei den Europaspielen in Minsk angetreten war. 2021 belegte er den zweiten Platz hinter dem Belgier Sami Chouchi beim Grand-Slam-Turnier in Tiflis. Bei den Europameisterschaften 2021 und den Weltmeisterschaften 2021 erreichte er jeweils das Achtelfinale.
Bei den Olympischen Spielen in Tokio besiegte er im Viertelfinale den Usbeken Sharofiddin Boltaboyev. Nach einer Niederlage im Halbfinale gegen den für die Mongolei antretenden Saeid Mollaei besiegte er am 27. Juli 2021 im Kampf um den dritten Platz den Deutschen Dominic Ressel und gewann damit die olympische Bronzemedaille bei den Spielen 2020 in Tokio.

### Qualifikation für die Olympischen Spiele 2024
Borchashvili wollte beim Judo World Masters 2022 in Jerusalem ohne Betreuung antreten. Da dies aus Sicht des Österreichischen Judoverbands nicht akzeptabel war, wurde seine Nennung für das Turnier aus disziplinären Gründen zurückgezogen.
2022 gewann Borchashvili auch bei den Weltmeisterschaften in Taschkent eine Bronzemedaille.
Der Österreichische Judoverband gab bekannt, dass Borchashvili für das Judo World Masters 2022 in Jerusalem gesperrt war. Im Juli 2023 erholte sich Borchashvili von einer Handverletzung. Um die Qualifikation für die Olympischen Spiele nicht in Gefahr zu bringen, entschied er sich bei den Judo World Masters 2023 nicht an den Start zu gehen. Borchashvili trat beim Grand Prix Linz 2024 nicht an. Er gab gesundheitliche Gründe an.
In der Qualifikationsperiode für die Olympischen Spiele 2024 konnte Borchashvili unter anderem eine Gold, eine Silber und eine Bronze-Medaille bei Grand-Slam-Turnieren gewinnen und hatte 3746 Punkte im IJF Olympia Ranking gesammelt. Sein Bruder Wachid erreichte 3240 Punkte. Da pro Land und Gewichtsklasse nur ein Athlet an den Start gehen durfte, hätte das bedeutet, dass Shamil und nicht Wachid Österreich bei den Olympischen Spielen vertreten hätte. Dieser verzichtet aber auf den Startplatz für die Olympischen Spiele 2024 in Paris und daher rückte Wachid nach.

### Comeback
Bei seinem Comeback bei der Weltmeisterschaft 2025 verlor er den ersten Kampf gegen Matthias Casse.

## Mannschaftsmeisterschaft
- Mit seinem Verein LZ Wels nahm er von 2014[17] bis 2023[18] an der Judo-Bundesliga teil. Im Jahr 2017 wurde er Mr Bundesliga.[19] Im Jahr 2021 gewannen sie die 1. Judo-Bundesliga.[20]
- Im Jahr 2022 kämpfte er in der Deutschen Bundesliga für den UJKC Potsdam.[21]
- Im Jahr 2023 kämpfte Borchashvili in der Deutschen Bundesliga-Nord-Vorrunde für den Remscheider TV. Er gewann sieben seiner acht Kämpfe. Der Verein schaffte es mit einem dritten Platz das beste Ergebnis in der Vereinsgeschichte.[22]
- Im Jahr 2023 kämpfte Borchashvili in der Schweizer Mannschaftsmeisterschaften für den Verein Kwai-Lausanne. Die Mannschaft beendete den Grunddurchgang auf Platz eins.[22]

## Privates
Der Judoka ist Absolvent der Abteilung Maschinenbau der HTL Wels. Sein jüngerer Bruder Wachid Borchashvili gewann den Grand Slam in Tbilisi 2023 bis 81 kg. Sein älterer Bruder Kimran Borchashvili belegte Platz drei bei den European Open Oberwart 2020. Im Herbst 2024 gründeten die Borchashvili Brüder einen neuen Kampfsportverein. Der Verein startete im Jahr 2025 in der Zweiten Judo Bundesliga.

## Auszeichnungen
- Judo Austria Awards: Sportler des Jahres 2021 und 2022[29][30]
- Zweiter Platz Sportler des Jahres (ASKÖ OÖ)[31]